# Ipomoea lambii
Ipomoea lambii es una especie fanerógama de la familia Convolvulaceae.

## Clasificación y descripción de la especie
Planta herbácea, trepadora, anual; tallo ramificado, cubierto con pelos; hoja ovada, de 6 a 14.5 cm de largo, de 5.5 a 13 cm de ancho, ápice agudo a acuminado, base cordada, densamente pubescente en el envés, poco pubescente en el haz, los pelos parecidos a los del tallo; inflorescencia con 2 a 4 flores; sépalos desiguales, ovado-lanceolados, de 1.5 a 2 cm de largo, los exteriores más largos y anchos, pubescentes, los interiores poco pubescentes; corola con forma de embudo (infundibuliforme), de 7 a 9 cm de largo, de color rosa-purpúreo, pubescente en los entrepliegues; cápsula y semillas no vistos.

## Distribución de la especie
Esta especie es endémica de México. Se localiza en la Faja Volcánica Transmexicana, en los estados de Nayarit y Michoacán. En este último es muy escasa, pues se ha colectado en una sola localidad.

## Ambiente terrestre
Se desarrolla en bosque de pino-encino. A una altitud de 2000 m s.n.m. La floración se presenta en los meses más húmedos del año.

## Estado de conservación
No se encuentra bajo ningún estatus de protección.